# Abda
Abda är en ort (by) i provinsen Győr-Moson-Sopron i Ungern. År 2019 hade Abda 3 200 invånare.